# Krešimir Stipa Bogutovac
Krešimir Stipa Bogutovac (Gunja, 8. prosinca 1953.), hrvatski glazbenik i skladatelj, glazbeni producent, mentor, aranžer, istinski zaljubljenik u tamburašku glazbu

## Životopis
Rodio se je u Gunji. Vrsni svirač i autor velikog broja tamburaških pjesama. Na samom početku svoje bogate glazbene karijere, kao dječak, svoje prve sviračke trikove naučio je s gunjanskim tamburašima. 

Sredinom osamdesetih, na poziv basiste Mate Lukačevića, kao treći basprimaš ulazi u mladi i perspektivni tamburaški bend Zlatne dukate, kojima je pomogao je u pronalaženju njihovog prepoznatljivog zvuka koji je u to vrijeme bio čvrsto tamburaški, ali i izuzetno moderan i drugačiji. 

Suosnivač HGU-a, podružnice u Županji, 1994.godine i jedan od inicijatora i osnivača tamburaškog festivala Šokačke pisme pokrenut 2006. godine u Županji. 
Preminuo je 18. srpnja 2015. godine. 